# Imperative Concrete, Ass Chasing Its DNA
|  | Denne artikel er oprettet af botten Steenthbot ud fra en ekstern database. Den kan derfor have sproglige fejl eller mangler. Denne skabelon kan fjernes efter kontrol af indholdet. |

Imperative Concrete, Ass Chasing Its DNA er en dansk eksperimentalfilm fra 1994 instrueret af Jan Krogsgård og Henrik Brahe.

## Handling
Aflejring fra 'TST 12'